# Karina Garantivá
Karina Garantivá (La Guajira, 1980) es una actriz, escritora y directora de teatro colombiana, residente en Madrid.

## Biografía
Tras iniciar sus estudios de interpretación en la Escuela de Arte y Gimnasia del Caribe (Colombia), Garantivá emigra a Madrid con 20 años e ingresa en la RESAD para estudiar Interpretación Gestual y se titula en 2006. 
Debuta como actriz en la escena profesional con Presas, de Ignacio del Moral y Verónica Fernández, con dirección de Ernesto Caballero, programada en 2007, por el Centro Dramático Nacional, en el Teatro Valle-Inclán de Madrid. Un año más tarde participa en otra obra coral femenina: Maniquís, de Ernesto Caballero, que en Madrid se exhibe en el Teatro Arenal. En julio de 2010 estrena La fiesta de los jueces, versión de Caballero a partir de El cántaro roto, de Von Kleist. En la pieza interpreta a Eva, hija del secretario Licht, y a la mujer de la limpieza que debe encarnar a este personaje. La obra se programa en la Sala Verde de los Teatros del Canal y, posteriormente, en el Teatro Marquina. La interpretación de Garantivá, es bien acogida por la crítica.
Uno de los papeles más relevantes que ha interpretado es el de Libia, una de las protagonistas del complejo clásico calderoniano En la vida todo es verdad y todo es mentira. Esta producción de la Compañía Nacional de Teatro Clásico (CNTC), con dirección de Ernesto Caballero, estuvo en cartel desde el 18 de enero al 18 de marzo de 2012 en el Teatro Pavón.
Después de su experiencia en la Compañía Nacional de Teatro Clásico y tras conocer al maestro Antonio Regalado, catedrático experto en el teatro de Pedro Calderón de la Barca, funda la compañía de teatro Primas de Riesgo y el 28 de septiembre de 2012 debutó como directora de escena en el Teatro Calderón de Valladolid con Naces Consumes Mueres, un espectáculo basado en el Auto sacramental de Calderón El gran mercado del mundo.
En el año 2012 interpreta a Rosario, una de las protagonistas de la novela Doña Perfecta de Benito Pérez Galdós en la adaptación para teatral que firmó Ernesto Caballero y que se estrenó en el Teatro María Guerrero el 2 de noviembre de ese año. 
Ha trabajado junto a prestigiosos directores de escena españoles y europeos convirtiéndose en una actriz habitual en la cartelera teatral española. 
Entre sus últimos trabajos se encuentran Festen, versión teatral de la obra de Thomas Vintenberg y Las Amazonas, una versión de Pentesilea de Heinrich Von Kleist que se representó en el Festival Internacional de Mérida, en ambos trabajos fue dirigida por Magüi Mira. 
El 10 de septiembre de 2016 debutó como autora teatral con Runners, espectáculo que se estrenó en los Teatros Luchana de Madrid, la obra es elogiada por la crítica que destaca el sentido de la ironía de la autora y califica la obra como "una ácida y tierna parábola crítica sobre los falsos mitos de la vida saludable y las frustraciones que nos cercan alimentadas por la exigencia de éxito a toda costa".
El 14 de mayo de 2019 la Editorial Acto Primero publicó su obra La noche que no se estrenó la vida es sueño.

## Obras
- Runners
- La noche que no se estrenó la vida es sueño[4]
- Hannah Arendt en tiempos de oscuridad